# Agent Orange
Agent Orange treći je studijski album njemačkog thrash metal sastava Sodom. Album je objavljen 1. lipnja 1989. godine, a objavile su ga diskografske kuće Steamhammer/SPV. Sastav na ovom albumu skoro upotpunosti napušta elemente black metala i primarno se posvjećuje thrash metalu.
Zadnji je album s gitaristom Frankom Blackfireom (koji se kasnije pridružio Kreatoru) sve dok se nije ponovno vratio 2018. godine. Teme teksta ponovno se primarno baziraju na rat, ovaj put poglavito na rat u Vijetnamu, za koji je Tom Angelripper zaniman. Bio je to prvi album sastava koji se našao na njemačkim ljestvicama albuma, gdje je dostigao na 36. mjesto. Agent Orange prodao se u više od 100.000 kopija u Njemačkoj, te je označio najveći komercijalni uspjeh u karijeri sastava. Pjesma "Ausgebombt" objavljena je na istoimenom EP-u s njemačkim tekstom.
Album je objavljen s porukom na omotu: "Ovaj album posvećen je svim ljudima – vojnicima i civilima – koji su poginuli zbog nerazumne agresije ratova po svijetu."
U ožujku 2010. godine, Agent Orange objavljen je s dodatnim skladbama i novim porukama i rijetkim fotografijama na omotu.

## Popis pjesama
Glazba: Chris Witchhunter, Frank Blackfire i Tom Angelripper.
| 1. | »Agent Orange«        | 6:04 |
| 2. | »Tired and Red«       | 5:26 |
| 3. | »Incest«              | 4:40 |
| 4. | »Remember the Fallen« | 4:21 |

| Strana B | Strana B          | Strana B | Strana B | Strana B | Strana B | Strana B | Strana B | Strana B | Strana B |
| Br.      | Skladba           | Trajanje |          |          |          |          |          |          |          |
| -------- | ----------------- | -------- | -------- | -------- | -------- | -------- | -------- | -------- | -------- |
| 5.       | »Magic Dragon«    | 6:00     |          |          |          |          |          |          |          |
| 6.       | »Exhibition Bout« | 3:36     |          |          |          |          |          |          |          |
| 7.       | »Ausgebombt«      | 3:05     |          |          |          |          |          |          |          |
| 8.       | »Baptism of Fire« | 4:04     |          |          |          |          |          |          |          |
| 37:16    |                   |          |          |          |          |          |          |          |          |

## Kritike
Godine 2005., Agent Orange našao se na 299. mjestu na ljestvici "500 najboljih Rock i Metal albuma svih vremena" časopisa Rock Hard. Godine 2017., Rolling Stone časopis uvrstio je album na 63. mjesto ljestvice "100 najboljih Metal albuma svih vremena".

## Zasluge
Sodom
- Tom Angelripper – vokali, bas-gitara
- Frank Blackfire – gitara, prateći vokali
- Chris Witchhunter – bubnjevi, udaraljke, prateći vokali

Ostalo osoblje
- Janette Andersson – dizajn na disku
- Manfred Eisenblätter – fotografija
- Harris Johns – produciranje, inženjer zvuka, miksanje
- Andreas Marschall – omot albuma